# Грудень 2009
Грудень — дванадцятий місяць 2009 року.
- 1 грудня
  - Набув чинності Лісабонський договір. Президент Європейської Ради Герман ван Ромпей (на фото) та Верховний представник ЄС з закордонних справ і політики безпеки Кетрін Ештон вступили в свої повноваження
  - В свої повноваження вступив генеральний секретар МАГАТЕ Юкіо Омано[1]
  - КНДР провела несподівану деномінацію національної валюти — во́ни[2]
  - Міжнародний суд розпочав розгляд позову Сербії щодо незаконності самопроголошення незалежності Косово[3]
- 2 грудня
  - Візит президента Бразилії Луїза Інасіу Лула да Сілви в Україну. Президент Бразилії зустрівся з президентом України, після чого вони поклали квіти до Меморіалу пам'яті жертв голодоморів в Україні[4][5]. Підписано угоди про безвізовий режим та встановлення прямого авіаційного сполучення між Україною та Бразилією[6]Ющенко і да Сілва на спільній прес-конференції

Ющенко і да Сілва на спільній прес-конференції

  - Парламент Швейцарії обрав президента на 2010 рік. Ним стала Доріс Лойтхард[7]
  - Барак Обама оголосив про направлення додатково 30 тисяч американських вояків в Афганістан, і про намір з 2011 року почати виведення військ з цієї країни[8]
  - Через збій у системі енергопостачання вкотре зупинилася робота Великого адронного колайдера[9]
- 3 грудня
  - В результаті теракту в столиці Сомалі Могадішо загинуло більш ніж 25 людей, серед яких три міністри уряду Сомалі[10]
- 4 грудня
  - У Києві, під час саміту Україна-ЄС голова Єврокомісії Жозе Мануель Баррозу висловив сподівання підписати угоду про асоціацію між Україною та ЄС у 2010 році[11]
  - Росія та США підтвердили гарантії безпеки, надані Україні, Білорусі та Казахстану в рамках Будапештського меморандуму по закінченню терміну дії Договору про скорочення і обмеження стратегічних наступальних озброєнь[12]
  - Помер В'ячеслав Тихонов, радянський російський актор, Народний артист СРСР, виконавець ролі Ісаєва-Штірліца[13]/
  - Початок операції «Гнів Кобри» американськими морськими піхотинцями та підтримкою з боку британських військ і афганських солдатів та поліцейських в провінції Гільменд.
- 5 грудня
  - Закінчився термін дії Договору про скорочення і обмеження стратегічних наступальних озброєнь
- 6 грудня
  - Італійська арештувала двох впливових мафіозі — Джанні Ніккі та Гаетано Фіданцаті.[14]
  - В Румунії пройшов другий тур президентських виборів. З відривом менше 1 % переміг чинний президент Траян Басеску, якого опозиція звинувачує у фальсифікації результатів голосування[15][16]
  - В Болівії пройшли президентські і парламентські вибори. З великим відривом переміг діючий президент Ево Моралес[17]
  - На Коморських островах пройшов перший тур парламентських виборів[18]
- 7 грудня
  - В Копенгагені почала роботу міжнародна конференція ООН зі змін клімату[19]
  - Парламент Молдови вдруге не зміг обрати президента країни. Згідно з місцевою конституцією, тепер країну очікують парламентські вибори[20]
  - Відкрито зворотний ефект Казимира — відштовхування матеріалів на нановідстанях[21]
- 8 грудня
  - В результаті серії терактів в Багдаді більше 100 людей загинуло, близько 200 — травмовано[22]
  - Серія терактів у Пакистані. В Лахорі і Пешаварі загинули 43 людей, ще більше 100 поранено[23]
  - В Монтевідео відкрився саміт Меркосур[24]
- 9 грудня
  - Сотні студентів арештовані в Індії за участь в акції протесту в Хайдарабаді. Демонстранти вимагали утворення штату Теланган на частині земель штату Андра-Прадеш[25]
  - Міжнародний саміт з питань змін клімату нагородив Україну званням «динозавр дня», що присуджується країнам з найнеконструктивнішою позицією на переговорах щодо викидів парникових газів[26]
- 10 грудня
  - В Стокгольмі відбулася церемонія вручення Нобелівських премій[27]Барак Обама виголошує промову під час церемонії вручення йому Нобелівської премії миру

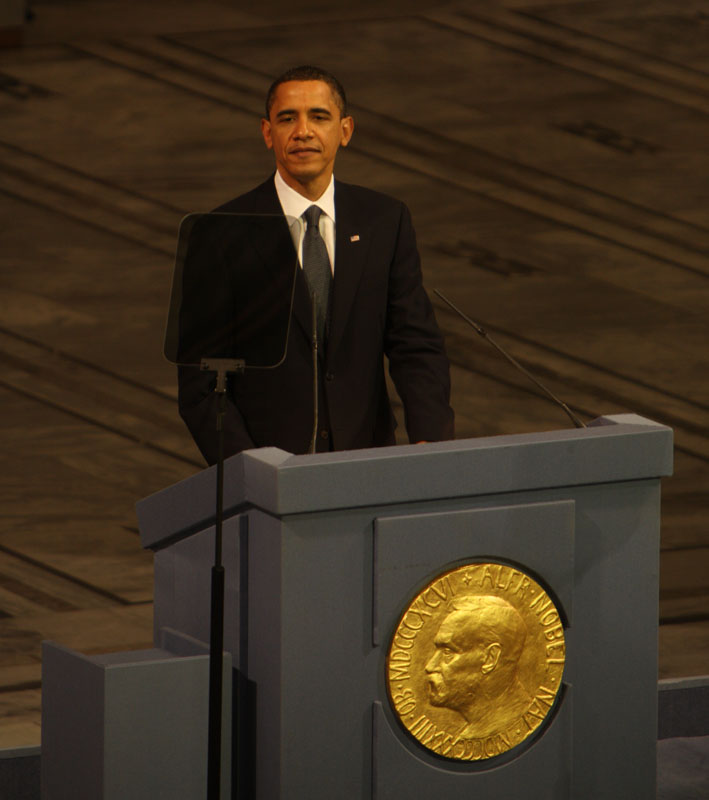
Барак Обама виголошує промову під час церемонії вручення йому Нобелівської премії миру

  - Сомалійські пірати звільнили з полону грецьке судно «Аріана» з українським екіпажем[28]
- 11 грудня
  - Виконком УЄФА затвердив Донецьк, Львів та Харків, як міста-господарі чемпіонату Євро-2012 з футболу, та Київ, як місто проведення фіналу чемпіонату[29]
  - ВООЗ констатує, що Україна знаходиться на порозі другої хвилі епідемії грипу[30]
  - Біля Кіпру затонуло вантажне судно «Salla 2» з дванадцятьма українцями на борту[31]
  - На саміті ЄС в Брюселі, що супроводжує конференцію ООН зі змін клімату у Копенгагені, вирішено виділити понад 6 млрд євро для боротьби зі змінами клімату[32]
  - З'їзд партії «Народна самооборона» підтримав кандидатуру Юлії Тимошенко на президентських виборах — 2010[33]
- 12 грудня
  - В Севастополі оголошено тижневий карантин у зв'язку з перевищенням епідеміологічного порогу захворюваності на грип та ГРВІ[34]
  - На президентських виборах в Абхазії переміг діючий голова невизнаної республіки Сергій Багапш[35]
- 13 грудня
  - На мітингу в Мілані звершено напад на прем'єр-міністра Італії Сільвіо Берлусконі[36]
  - В Каталонії пройшов неофіційний референдум про визнання незалежності, в якому взяли 9 % жителів провінції. 95 % тих, хто проголосували, висловилися за незалежність Каталонії
  - В Гавані відкрився саміт АЛБА[37]
  - В Чилі пройшов перший тур президентських і парламентських виборів[38]
- 14 грудня
  - У Дніпропетровську на карантин закрито 55 шкіл[39] | В Китаї приватним особам заборонено реєструвати доменні імена[40] | На орбіту успішно запущено космічний інфрачервоний телескоп WISE[41]
  - Лідери Туркменістану, Казахстану, Узбекистану та Китаю відкрили газопровід «Туркменістан-Китай»[42]
  - У Києві представили емблему, лозунг і стиль візуального оформлення Чемпіонату Європи з футболу 2012[43]
  - У центрі Стокгольма відбувся запуск в експлуатацію першої у світі мобільної мережі на базі технології Long Term Evolution
- 15 грудня
  - Науру визнала незалежність Абхазії та Південної Осетії[44]
  - Польська поліція силою примусила 230 біженців з Росії та Грузії покинути потяг, який вони захопили, вимагаючи відправити їх до Страсбурга[45]
  - Центральна виборча комісія України затвердила розмір, форму і текст бюлетеня першого туру на виборах президента України 2010[46]
  - В Україну прибув Вифлеємський вогонь миру[47]
  - Помер американський економіст, лауреат Нобелівської премії (1970) Пол Самуельсон
- 16 грудня
  - «Людиною року» за версією журналу Time став Бен Бернанке[48]
  - Іран оголосив про проведені успішні випробування модернізованої ракети середнього радіуса дії «Саджіль-2»[49].
  - Початок операції «Септентріон» — 36-годинна військова операція МССБ (ISAF) під керівництвом НАТО в долині Узбін, що на сході Афганістану.
- 17 грудня
  - Два марксистські повстанські угрупування Колумбії — Революційні збройні сили Колумбії та Армія національного визволення — оголосили про об'єднання зусиль у боротьбі з урядовими військами[50]
  - Єгипетські археологи підняли з дна Середземного моря в районі Александрійського порту 3-метровий гранітний пілон, що був частиною резиденції цариці Клеопатри[51]
  - Сильні снігопади в Україні, особливо постраждали Одеська, Миколаївська, Херсонська, Донецька та Луганська області
- 18 грудня
  - Президент Мадагаскару відправив у відставку прем'єр-міністра Ежена Манагалазу[52]
  - На парламентських виборах в Домініці перемогла правляча Лейбористська парія[53]
  - Парламент Каталонії заборонив кориду[54]
- 19 грудня
  - В Кутаїсі демонтували Меморіал слави. При цьому загинуло дві людини[55]
- 20 грудня
  - Президент Мадагаскару призначив полковника Альбера Каміля Віталя прем'єр-міністром країни[56]
  - У Сполучених Штатах снігові буревії частково паралізували життя атлантичного узбережжя країни, від Вірджинії на півдні до штатів Нової Англії[57].
  - У Лондоні померла найбільший перекладач української поезії англійською мовою — Віра Річ[58].
- 21 грудня
  - У Румунії відбулася інавгурація президента Траяна Басеску[59]
- 22 грудня
  - Верховна Рада України проголосувала за закон, який подовжує мораторій на продаж землі ще на два роки[60].
  - Сербія подала заявку на вступ до ЄС[61].
  - Депутати Закарпатської обласної ради проголосували за текст гімну області. 46 депутатів із 67 присутніх висловились «за» текст «Подкарпатские русини…»[62].
- 24 грудня
  - Латвія вперше стала учасником міжнародної акції «Віфлеємський вогонь миру». Полум'я, запалене від свічки у церкві, що стоїть на місці народження Ісуса Христа, привезли до латвійського міста Єлгави представники української молодіжної організації «Пласт»[63].
- 25 грудня
  - У Китаї засудили на 11 років ув'язнення за «підривну діяльність» дисидента, який закликав до демократичних реформ[64].
- 26 грудня
  - Через різке потепління, сніготанення та сильні дощі на Закарпатті почалися повені[65].
- 27 грудня
  - У Хорватії відбувся перший тур Виборів президента країни. Перемоги не здобув жоден з кандидатів, до другого туру потрапили соціал-демократ Іво Йосипович та мер Заґреба Мілан Бандіч[66].
- 28 грудня
  - У Севастополі активісти партії "Всеукраїнське об'єднання «Свобода» побилися з лівими і російськими націоналістами[67].
- 29 грудня
  - Оператори нафтотранспортних систем України «Укртранснафта» і Росії «Транснєфть» домовилися, зокрема, про підвищення ставок на транзит російської нафти українською територією до країн Європи на 30 %[68].